# Bathysmatophorus shabliovskii
Bathysmatophorus shabliovskii är en insektsart som beskrevs av Kusnezov 1932. Bathysmatophorus shabliovskii ingår i släktet Bathysmatophorus och familjen dvärgstritar. Inga underarter finns listade i Catalogue of Life.